# Schmid (motorfiets)

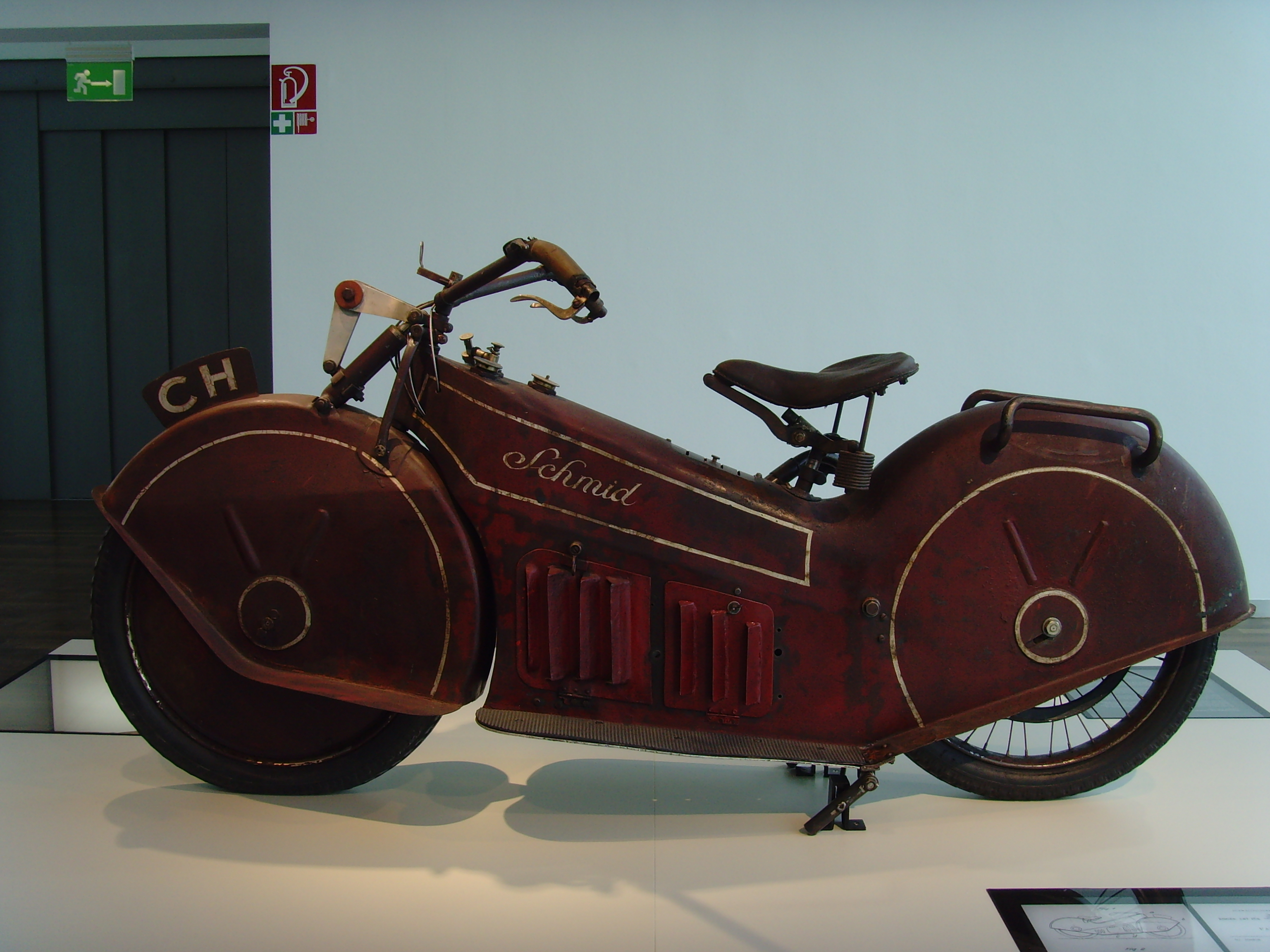
200cc-Schmid uit 1923

Schmid is een historisch Duits merk van motorfietsen.
De bedrijfsnaam was: Maschinenfabrik Robert Schmid, Fischendorf bei Leisnig.
Na de Eerste Wereldoorlog hadden veel Duitse bedrijven en bedrijfjes die geheel of gedeeltelijk oorlogsproducten hadden gemaakt behoefte aan nieuwe vormen van bestaan. Zo ontstonden in de eerste helft van de jaren twintig veel kleine motorfietsmerken die afhankelijk waren van klanten in hun eigen regio omdat landelijk adverteren of het opzetten van een dealernetwerk alleen voor grote merken mogelijk was. Ze bestonden dan ook vaak niet lang.
Meestal kochten deze kleine bedrijfjes inbouwmotoren van andere merken in, maar de machinefabriek van Robert Schmid produceerde vanaf 1921 eigen clip-on motoren die aan een fietsframe bevestigd konden worden, maar ook complete motorfietsen met eigen 196cc-zijklepmotoren met total loss smering waarvoor de handpomp rechts op de tank zat. Ook dit waren bijzondere modellen, met een complete plaatwerk-carrosserie waarbij zelfs platen langs de velg van het voorwiel zaten. Het achterwiel had riemaandrijving. Zo waren de motorfietsen vrij fors (en zijwindgevoelig) gebouwd, zeker voor een vrij kleine motor. Succes bleef dan ook uit en de productie werd al in 1924 beëndigd.